# Bataille de Wakde-Sarmi (Lone Tree Hill)
Seconde Guerre mondiale
Batailles
- Rabaul
- 1re Salamaua-Lae
- Mer de Corail
- Piste Kokoda
- Baie de Milne
- Goodenough
- Buna-Gona-Sanananda
- Lilliput
- Merauke

- Wau
- Mer de Bismarck
- I-Go
- 2e Salamaua-Lae
- Chronicle
- Monts Finisterre
- Bougainville
- Bombardement de Wewak
- Péninsule de Huon
- Nouvelle-Bretagne
- Bombardement de Rabaul

- Neutralisation de Rabaul
- Îles de l'Amirauté
- Emirau
- Take Ichi
- Nouvelle-Guinée occidentale

La bataille de Wakde-Sarmi aussi connue sous le nom de bataille de Lone Tree Hill est une bataille de guerre du Pacifique dans le cadre de la campagne de Nouvelle-Guinée.
Après la capture de plusieurs aérodromes et pistes de décollage les semaines précédentes sur les îles Wakde et dans les régions côtières de Nouvelle-Guinée au large de ces îles, l'état-major américain voulut éliminer une concentration de troupes nippones menaçantes, à une vingtaine de kilomètres à l'ouest de ces zones récemment passées sous contrôle allié. La prise de possession de l'aérodrome de Maffin a également motivé cette opération.

## La bataille

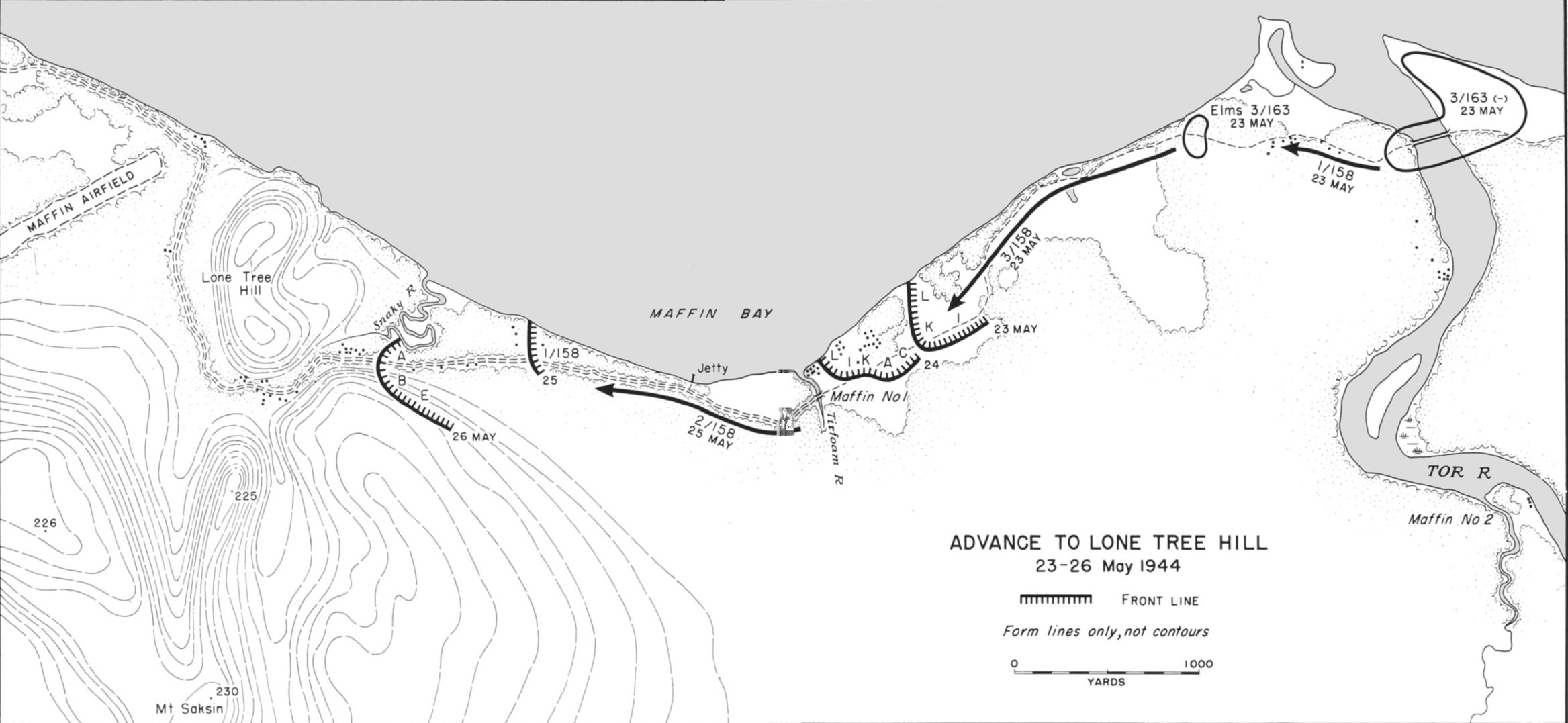
Les avancées de l'US Army dans la baie de Maffin en Mai 1944

Le 158{{ }}régiment d'infanterie spécialement entraîné pour les combats dans la jungle, après avoir les jours précédents avancer le long de la côté face une faible opposition finit par tomber le 26 mai sur un solide système défensif de casemates, de tranchées et de tunnels dans la zone environnant ce qui sera dénommé plus tard « Lone Tree Hill. » 
Après quatre jours de combats, le 30 mai 1944, le régiment subit une attaque de nuit où l'un de ses hommes fut capturé, puis attaché à un arbre au sommet de cette colline et finalement tué à coup de baïonnettes. C'est de cet événement que tient le surnom donné par les Américains à cette colline et à cette bataille. En attendant que l'intégralité de la 6e division d'infanterie ait déchargé ses hommes et son matériel, le régiment arrêta l'offensive et se retrancha dans des positions défensives. 
Arrivée en renfort le 11 juin 1944, la 6e division d'infanterie releva et remplaça dans ses positions le 158e régiment d'infanterie le 14 juin, puis entama à nouveau l'offensive à partir du 20 juin pour neutraliser ce complexe défensif. Durant les dix jours suivants, d'intenses combats eurent lieu sur ce terrain rugueux et boisé. Les Japonais lancèrent notamment plusieurs contre-attaques de nuit. Les unités américaines eurent à déplorer un taux élevé de pertes dues aux tirs amis en raison de la mauvaise visibilité qu'offre un champ de bataille en pleine jungle. Le 30 juin 1944, les troupes nippones abandonnent le terrain pour se retirer loin dans les terres et dans la jungle.
Les 155e et 167e régiments de la 31e division d'infanterie prendront par la suite le relais des opérations et resteront dans la zone jusqu'au 1er septembre accomplissant des patrouilles destinées à maintenir le contact et à harceler le restant des unités japonaises en déroute souffrant d'un manque de matériel mais également de la faim en raison de leur non-ravitaillement.

## Conséquences
L'aérodrome de Maffin passe sous contrôle américain et les aérodromes à proximité conquis préalablement à la bataille sont sécurisés. 
Les troupes japonaises restantes ne représentent plus une menace mais resteront cachées profondément dans la jungle jusqu'à la fin de la guerre, où un nombre indéterminé de soldats nippons, au moins plusieurs milliers, mourront de faim, de maladies ou se suicideront.